# Gran Premi de Mònaco del 2006
Resultats del Gran Premi de Mònaco de Fórmula 1 del 2006, disputat al circuit urbà de Montecarlo el 28 de maig del 2006.

## Resultats de la cursa
| Pos | No | Pilot                | Equip                 | Voltes | Temps/ Retir.    | Pos. de sort. | Punts |
| --- | -- | -------------------- | --------------------- | ------ | ---------------- | ------------- | ----- |
| 1   | 1  | Fernando Alonso      | Renault               | 78     | 1'43:43.116      | 1             | 10    |
| 2   | 4  | Juan Pablo Montoya   | McLaren - Mercedes    | 78     | + 14.567 seg     | 4             | 8     |
| 3   | 14 | David Coulthard      | Red Bull - Ferrari    | 78     | + 52.298 seg     | 7             | 6     |
| 4   | 11 | Rubens Barrichello   | Honda                 | 78     | + 53.337 seg     | 5             | 5     |
| 5   | 5  | Michael Schumacher   | Ferrari               | 78     | + 53.830 seg     | 22            | 4     |
| 6   | 2  | Giancarlo Fisichella | Renault               | 78     | + 62.072 seg     | 9             | 3     |
| 7   | 16 | Nick Heidfeld        | Sauber - BMW          | 77     | + 1 Volta        | 15            | 2     |
| 8   | 7  | Ralf Schumacher      | Toyota                | 77     | + 1 Volta        | 10            | 1     |
| 9   | 6  | Felipe Massa         | Ferrari               | 77     | + 1 Volta        | 21            |       |
| 10  | 20 | Vitantonio Liuzzi    | Toro Rosso - Cosworth | 77     | + 1 Volta        | 12            |       |
| 11  | 12 | Jenson Button        | Honda                 | 77     | + 1 Volta        | 13            |       |
| 12  | 19 | Christijan Albers    | Midland - Toyota      | 77     | + 1 Volta        | 16            |       |
| 13  | 21 | Scott Speed          | Toro Rosso - Cosworth | 77     | + 1 Volta        | 18            |       |
| 14  | 17 | Jacques Villeneuve   | Sauber - BMW          | 77     | + 1 Volta        | 14            |       |
| 15  | 18 | Tiago Monteiro       | Midland - Toyota      | 76     | + 2 Voltes       | 17            |       |
| 16  | 23 | Franck Montagny      | Super Aguri - Honda   | 75     | + 3 Voltes       | 20            |       |
| 17  | 8  | Jarno Trulli         | Toyota                | 72     | Hidràulics       | 6             |       |
| Ret | 15 | Christian Klien      | Red Bull - Ferrari    | 56     | Transmissió      | 11            |       |
| Ret | 10 | Nico Rosberg         | Williams - Cosworth   | 51     | Accident         | 8             |       |
| Ret | 3  | Kimi Räikkönen       | McLaren - Mercedes    | 50     | Protector termic | 3             |       |
| Ret | 9  | Mark Webber          | Williams - Cosworth   | 48     | Probl. físics    | 2             |       |
| Ret | 22 | Takuma Sato          | Super Aguri - Honda   | 46     | Part elèctrica   | 19            |       |

## Altres
- Volta ràpida: Michael Schumacher 1' 15. 143
- Pole: Fernando Alonso 1' 13. 962